# 1945年7月9日日食
1945年7月9日日食是一次日全食，發生於1945年7月9日（蘇聯東北端的部分日偏食區域為7月10日）。新月當天（即朔日），地球上觀測到月球和太阳的角距離極小，此時月球如果恰好在月球交點附近，穿過太阳和地球之間，與地球、太阳接近一直線，則會出現日食。月球本影接觸地表而使該區域完全得不到陽光，就會形成日全食，同時在本影兩側數千公里的半影範圍內遮擋部分陽光，形成日偏食。此次日全食經過了美国、加拿大、格陵兰、挪威、瑞典、芬兰、苏联，日偏食則覆蓋了北美洲絕大部分、整個欧洲、亚洲西部、非洲北部。

## 日食概況

### 出現區域
美国愛達荷州西部在日出時最先看到日全食，此後月球本影向東北移動，穿過加拿大、格陵兰，在利物浦蘭半島東南約170公里的海面達到最大食分。此後本影轉向東南，跨過挪威海，穿過斯堪的纳维亚，進入苏联，最終在日落時分結束於今吉尔吉斯斯坦塔拉斯州西南部。所有地區均在7月9日看到日全食。
本影經過的陸地依次包括：
- 美国：從愛達荷州西部接觸地表後向東北穿過該州及蒙大拿州；
- 加拿大：自西南向東北斜貫薩斯喀徹溫省東南部和曼尼托巴省中部偏南，擦過安大略省北端，斜貫魁北克省北端，覆蓋西北地区（今屬努納武特地區）的查爾斯島（英语：Charles Island (Nunavut)）後斜貫巴芬島南部；
- 格陵兰：擦過今凱卡塔西北角後自西南向東北斜貫凱凱塔利克，經過阿萬納塔東南部後斜貫塞梅索克北部；
- 挪威：自西北向東南斜貫諾爾蘭郡中部偏南；
- 瑞典：西博滕省北部和北博滕省西南部；
- 芬兰：瓦薩省東北半部（今博滕區東北部、中博滕區除西南角外的絕大部分、南博滕區東北角、中芬蘭區北部）、奧盧省西南部（今北博滕區南部）、庫奧皮奧省南部（今北薩沃尼亞區西南半部和北卡累利阿區南部）、米凱利省（今南薩沃尼亞區）東北半部、屈米省東北部（今南卡累利阿區東北部）；
- 苏联：
  - 卡累利阿-芬兰苏维埃社会主义共和国：自西北向東南斜貫該加盟共和國（今俄罗斯的卡累利阿共和国）西南部；
  - 俄罗斯苏维埃社会主义共和国：自西北向東南斜貫列寧格勒州東北部、沃洛格達州西南部，經過加里寧州（今特维尔州）東北部，斜貫雅羅斯拉夫爾州，經過科斯特羅馬州西南部，斜貫伊萬諾沃州，經過弗拉基米尔州東北部，斜貫高爾基州（今下诺夫哥罗德州）中部偏南，經過莫爾多瓦蘇維埃社會主義自治共和國（今莫尔多瓦共和国）東北部和楚瓦什蘇維埃社會主義自治共和國（今楚瓦什共和国）西南部，斜貫烏里揚諾夫斯克州，擦過韃靼蘇維埃社會主義自治共和國（今韃靼斯坦共和國）極西南角，斜貫古比雪夫州（今萨马拉州）中部偏南和齊卡洛夫州（今奧倫堡州）西南部；
  - 哈萨克苏维埃社会主义共和国：斜貫西哈薩克斯坦州東北部、阿克托貝州、克孜勒奧爾達州、南哈薩克斯坦州、江布爾州西南角；
  - 乌兹别克苏维埃社会主义共和国：擦過塔什干州東北角；
  - 吉尔吉斯苏维埃社会主义共和国：經過塔拉斯州西部和賈拉拉巴德州北部。[3][4]

除了狹窄的全食帶內能看見日全食之外，月球半影覆蓋範圍內都能看到日偏食，包括北美洲除阿拉斯加領地（今美国阿拉斯加州）西南部、美国加利福尼亚州西南部海岸、墨西哥下加利福尼亞半島和西南部海岸、巴拿馬地峽、大安的列斯群岛東部、小安的列斯群岛以外的大部分，及整個欧洲、北非中北部、东非北部、西亚、英屬印度西北部（今巴基斯坦除東南角外的大部分及印度西北部邊境）、中國西北部邊境、蒙古西部、苏联除東南部外的大部分（今俄罗斯除東南部外的大部分及其他加盟共和國全境）。
月球在其軌道上自西向東轉動，發生日食時，月球在地球表面的陰影也大多自西向東移動，而從地球上看，太阳的西側先被月球遮掩，然後逐漸向東。但此次日食發生在北半球的夏季，地軸北端向太阳方向傾斜，月球半影北端經過了晨昏圈最北端附近的區域，因而在苏联東北部等被半影覆蓋、看到日偏食的區域內，月影在地表自東向西移動，地面上看到的太阳東側最先被月球遮掩。大多數地區的日全食和日偏食都發生在7月9日，而苏联東北端的日偏食在7月10日，其中更有部分處於極晝的地區日偏食在7月9日子夜前不久開始，在7月10日凌晨結束。

### 基本參數
- 類型：日全食
- 食甚中心處（位於格陵兰利物浦蘭半島東南約170公里的挪威海）資料：
  - 時間：1945年7月9日13:27:18.4
  - 地點：69°59.4′N 17°14.5′W / 69.9900°N 17.2417°W
  - 食分：1.0180（全食帶內最大）
  - 日全食持續時間：1分15.3秒

## 觀測
美国普林斯頓大學觀測隊在蒙大拿州马耳他以東南觀測了日全食，當地在食既（全食階段開始）前後太阳恰好進入雲層縫隙，此後全食階段並未受雲層影響，但有雲逐漸靠近太阳，在後來重新進入偏食階段後遮擋了太阳。當地沒有人看到倍里珠、日珥或陰影帶。美国費城的富蘭克林研究所和宾夕法尼亚大学的觀測隊去了加拿大薩斯喀徹溫省沃爾斯利，當地在日出前天氣晴朗，僅有地平線附近有一些薄雲，日出後太阳穿過了一串雲，此後天氣一直很好，觀測順利完成。而美国葉凱士天文台的觀測隊前往加拿大曼尼托巴省西南部的派恩里弗（Pine River）做了觀測。當地的日全食出現在7月9日早晨，當天日出時東方天空被雲層覆蓋，到全食階段前25分鐘太阳露出雲層，而半小時後整個天空又被雲層覆蓋。而由於當地的日全食只持續了37秒，為了能夠完整地記錄資料，觀測隊同時拍攝了小幅和大幅日冕圖片，以研究外層和內層日冕兩方面的特徵。而由於日全食發生在第二次世界大战欧洲战场結束戰爭後不到2個月，受條件限制，在斯堪的纳维亚觀測的只有幾支瑞典觀測隊、一支丹麦觀測隊、一支法国觀測隊，此外挪威的一支小規模觀測隊和苏联境內的一些觀測隊則受到雲層影響未能成功。其中，瑞典斯德哥爾摩天文台和法国巴黎天文台的觀測隊則在瑞典西博滕省布拉托斯（Brattås）做了觀測，成功拍攝了日冕和光譜等。

## 相關的日食

### 1942-1946年的日食
月球交替位於相對的月球交點時，以半個交點年（食年），即約177天又4小時間隔出現下列日食。
註：1942年3月16日和1942年9月10日的日偏食屬於上一組交點年系列。1946年5月30日和1946年11月23日的日偏食屬於下一組交點年系列。
| 升交點   | 升交點                   |          | 降交點                  | 降交點 |
| 沙羅周期 | 地圖                     | 沙羅周期 | 地圖                    |        |
| 115      | 1942年8月12日 偏食（南） | 120      | 1943年2月4日 全食       |        |
| 125      | 1943年8月1日 環食        | 130      | 1944年1月25日 全食      |        |
| 135      | 1944年7月20日 環食       | 140      | 1945年1月14日 環食      |        |
| 145      | 1945年7月9日 全食        | 150      | 1946年1月3日 偏食（南） |        |
| 155      | 1946年6月29日 偏食（北） |          |                         |        |

### 沙羅周期
沙羅週期長度為18年11天。本次日食屬於沙羅週期145，共包含77次日食，依次為1639年1月4日至1873年5月26日的14次日偏食、1891年6月6日的1次日環食、1909年6月17日的1次全環食（亦稱混合食）、1945年7月9日至2648年9月9日的41次日全食、2666年9月20日至3009年4月17日的20次日偏食，總共歷時1370.29年。其中最長的全食發生於2522年6月25日，共持續7分12秒。
下表列舉了1901年至2100年間發生的屬於該週期的日食，是第16至26次：
| 16            | 17            | 18            |
| ------------- | ------------- | ------------- |
| 1909年6月17日 | 1927年6月29日 | 1945年7月9日  |
| 19            | 20            | 21            |
| 1963年7月20日 | 1981年7月31日 | 1999年8月11日 |
| 22            | 23            | 24            |
| 2017年8月21日 | 2035年9月2日  | 2053年9月12日 |
| 25            | 26            |               |
| 2071年9月23日 | 2089年10月4日 |               |

## 資料來源
1. ↑  樊忠玉. . 中国天文科普网.   [2016-04-23]. （原始内容存档于2014-09-17）.
2. 1 2  Fred Espenak. . NASA Eclipse Web Site.   [2016-04-23]. （原始内容存档于2020-10-20）.（英文）
3. ↑  Fred Espenak. . NASA Eclipse Web Site.   [2016-04-23]. （原始内容存档于2020-10-20）.（英文）
4. ↑  Xavier M. Jubier. .   [2016-04-23]. （原始内容存档于2019-10-31）.（法文）（英文）
5. ↑  Fred Espenak. . NASA Eclipse Web Site.   [2016-04-23]. （原始内容存档于2008-08-29）.（英文）
6. ↑  Xavier M. Jubier. .   [2016-04-25]. （原始内容存档于2016-10-26）.（法文）（英文）
7. ↑  Fred Espenak. . NASA Eclipse Web Site.（英文）

## 外部連結
- NASA日食專頁（页面存档备份，存于）（英文）
- 可見區域圖和時間統計：由弗雷德·埃斯佩纳克做出的日食預報，NASA/GSFC
  - Google互動地圖呈現的日食範圍
  - 貝塞爾元素
- Google地圖顯示的日全食和日偏食範圍（页面存档备份，存于）（法文）（英文）

| \| \| 日食 \|                             |                             |                                          |
| 上一次日食： 1945年1月14日日食 （日環食） | 1945年7月9日日食 （日全食） | 下一次日食： 1946年1月3日日食 （日偏食） |
| 上一次日全食： 1944年1月25日日食          | 1945年7月9日日食 （日全食） | 下一次日全食： 1947年5月20日日食         |
|                                           | 日食                        |                                          |